# Naab
Die Naab ist ein in südlicher Richtung fließender orographisch linker Nebenfluss der Donau in der Oberpfalz in Ostbayern, Deutschland. Sie entsteht durch Vereinigung der aus Nordwesten kommenden Haidenaab und der von Norden zufließenden wasserreicheren Waldnaab. Zusammen mit diesem über 99 Kilometer langen linken Quellfluss ist die Naab etwa 197 km lang. Aus ihrem 5514 km² großen Einzugsgebiet führt sie der Donau 50,3 m³/s Wasser zu und ist damit der wasserreichste linke Nebenfluss der Donau oberhalb von Wien.

## Name
Der Name gehört als Nab- < *nobh- 'Wasser' zur urindogermanischen Wurzel *nebh- 'feucht, nebelig werden'. Die frühesten Belege sind Nabas (700), Napa (885), Naba (885), Nabe (1199) und Nab (1245), ab 1546 Naab.

## Flusslauf

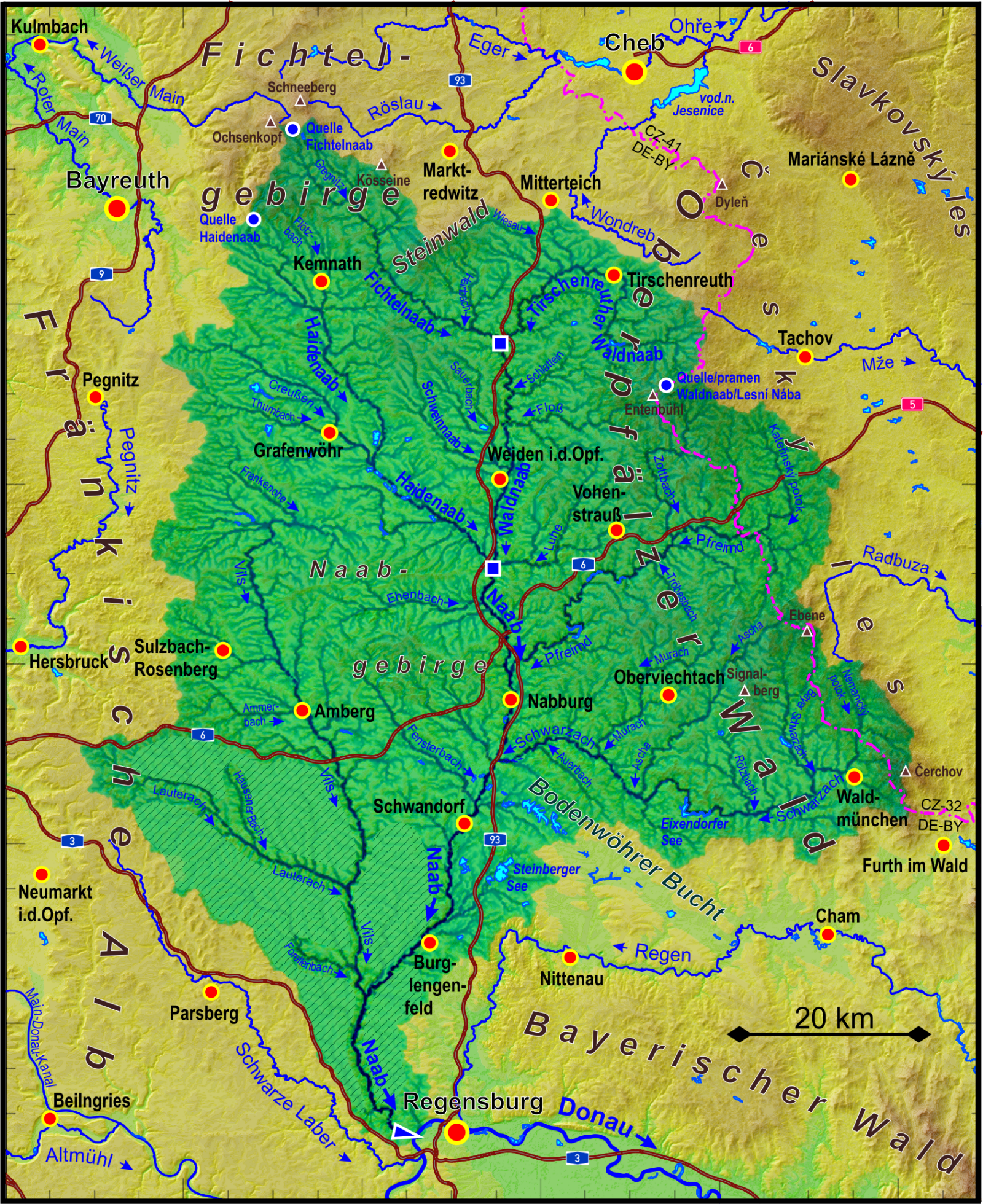
Einzugsgebiet der Naab

Die Naab entsteht westlich des Oberpfälzer Walds ungefähr neun Kilometer Luftlinie südlich von Weiden bei Unterwildenau aus der Vereinigung von Haidenaab (rund 6,5 m³/s; von rechts) und Waldnaab (rund 10,4 m³/s; von links). Anschließend verläuft sie südwärts entlang der A 93 und der B 15, später der B 8, unter anderem über Schwandorf und Burglengenfeld.
In den Jahren 1837 bis 1838 ließ Heinrich von Pechmann, der Erbauer des Ludwig-Donau-Main-Kanals, im Verlauf der Naab drei Kammerschleusen errichten, von denen zwei, bei Pielenhofen und bei Heitzenhofen, noch erhalten sind.

### Heutige Mündung
Die Naab mündet heute wenig flussabwärts und nördlich der Mündung der Schwarzen Laber und recht weit westlich der Innenstadt von Regensburg von links und Norden in die Donau, vor dem Donaubogen bei Mariaort und fünf Kilometer oberhalb der Mündung des Regens.

### Mittelalterliche Mündung
Bis ins Hochmittelalter mündete die Naab erst nach langem linksseitigem Parallellauf zur Donau, von der sie durch eine lange Landzunge getrennt war, und – nachdem sie südlich von Stadtamhof sich noch mit dem Regen vereint hatte – etwas abwärts dieses Zusammenflusses in die Donau. Im Jahre 1304 durchbrach eine große Flutkatastrophe die trennende Landzunge an mehreren Stellen, dabei wurde diese in eine Kette von Donauinseln aufgelöst, die sich im Laufe der Jahrhunderte veränderte. Von diesen Inseln sind in Regensburg nur zwei große übrig geblieben, der Obere Wöhrd und gleich östlich davon der Untere Wöhrd, die nun den südlichen vom nördlichen Donauarm trennen, in welchen der Regen heute mündet.

### Veränderungen an den Donauarmen
Der nach den Durchbrüchen neu entstandene nördliche Flussarm der Donau, das ehemalige Flussbett der Naab, führte anfangs mehr Wasser als der südliche Flussarm der Donau. Das gefährdete die Nutzung der Schiffsanlandungsplätze der am südlichen Donauarm gelegenen Reichsstadt Regensburg. Weil die unbehinderte Schifffahrt und die Geldeinnahmen aus Lände- und Zollrechten für die Reichsstadt Regensburg lebensnotwendig waren, wurden durch wasserbauliche Maßnahmen an der westlichsten Spitze des Oberen Wöhrds bei Pfaffenstein am sogenannten Wehrloch die Strömungsverhältnisse für das anfließende Wasser der Donau so verändert, dass der südliche Flussarm der Donau reichlicher mit Wasser versorgt wurde als der nördliche Flussarm, an dem später mit dem Andreasstadel die Anlandungsplätze des Herzogs von Bayern entstanden. In den Folgejahren wurde das Wehrloch zu einem Zankapfel zwischen der Reichsstadt Regensburg und dem Herzogtum Bayern. Beide versuchten durch Wasserbaumaßnahmen immer wieder, einander das Wasser abzugraben.

## Quellflüsse und gleichnamige Nebenflüsse der Naab
- Haidenaab: Der rechte und westliche Quellfluss der Naab entspringt im Fichtelgebirge.
- Waldnaab: Der linke, östliche und längste Quellfluss der Naab entwässert das Gebiet zwischen Fichtelgebirge und Oberpfälzer Wald.
- Fichtelnaab: Der rechte und wasserreichere Quellfluss der Waldnaab entspringt im Fichtelgebirge.
- Tirschenreuther Waldnaab: Der linke und längere Quellfluss der Waldnaab entspringt im Oberpfälzer Wald.
- Schweinnaab: ein rechter und westlicher Zufluss der Waldnaab. Die Quelle liegt ca. zehn Kilometer nordwestlich von Parkstein, die Mündung in Weiden.
- Dürrschweinnaab: Diese kleinste Naab mündet bei Altenstadt-Haidmühle von rechts in den Sauerbach, der wiederum in die Schweinnaab mündet. Die Quelle des Sauerbachs liegt nordwestlich von Altenstadt, die Mündung oberhalb von Weiden.

## Nebenflüsse
Die größten Nebenflüsse in der Abfolge ihrer Mündungen in die Naab mit Zuflussrichtung, Mündungsabfluss, Länge und Einzugsgebiet:
- Luhe, li., 1,45 m³/s, 26 km, 153,96 km²
- Ehenbach, re., 0,81 m³/s, 18,5 km, 107,39 km²
- Fensterbach, re., 0,66 m³/s, 29,6 km, 102,57 km²
- Pfreimd, li., 6,0 m³/s, 76,5 km, 595,05 km²
- Schwarzach, li., 8,7 m³/s, 95 km, 841,45 km²
- Vils, re., 7,8 m³/s, 87,4 km, 1238,74 km²

## Anliegergemeinden
Städte, Marktgemeinden und Gemeinden, die von der Naab durchflossen oder berührt werden, in der Reihenfolge der Erstberührung ab dem Zusammenfluss aus Wald- und Haidenaab:
Landkreis Neustadt an der Waldnaab
- Markt Luhe-Wildenau

Landkreis Schwandorf
- Markt Wernberg-Köblitz
- Stadt Pfreimd
- Stadt Nabburg
- Gemeinde Schwarzach bei Nabburg
- Gemeinde Stulln
- Markt Schwarzenfeld
- Stadt Schwandorf
- Stadt Teublitz
- Stadt Burglengenfeld

Landkreis Regensburg
- Markt Kallmünz
- Gemeinde Duggendorf
- Gemeinde Pielenhofen
- Gemeinde Brunn
- Markt Laaber
- Markt Nittendorf
- Gemeinde Pettendorf
- Gemeinde Sinzing

## Bildergalerie

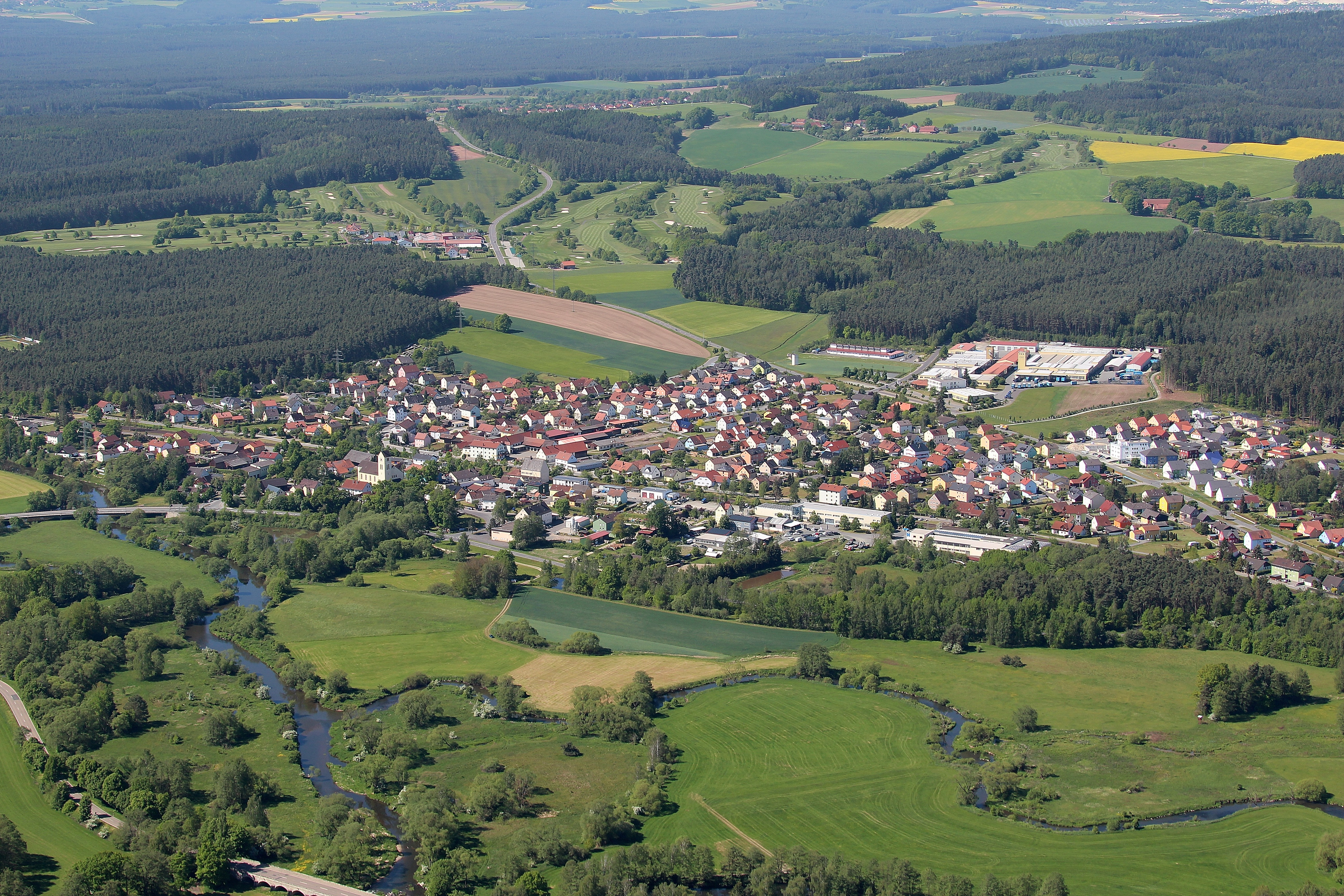
Waldnaab und Haidenaab vereinen sich zur Naab (2016)
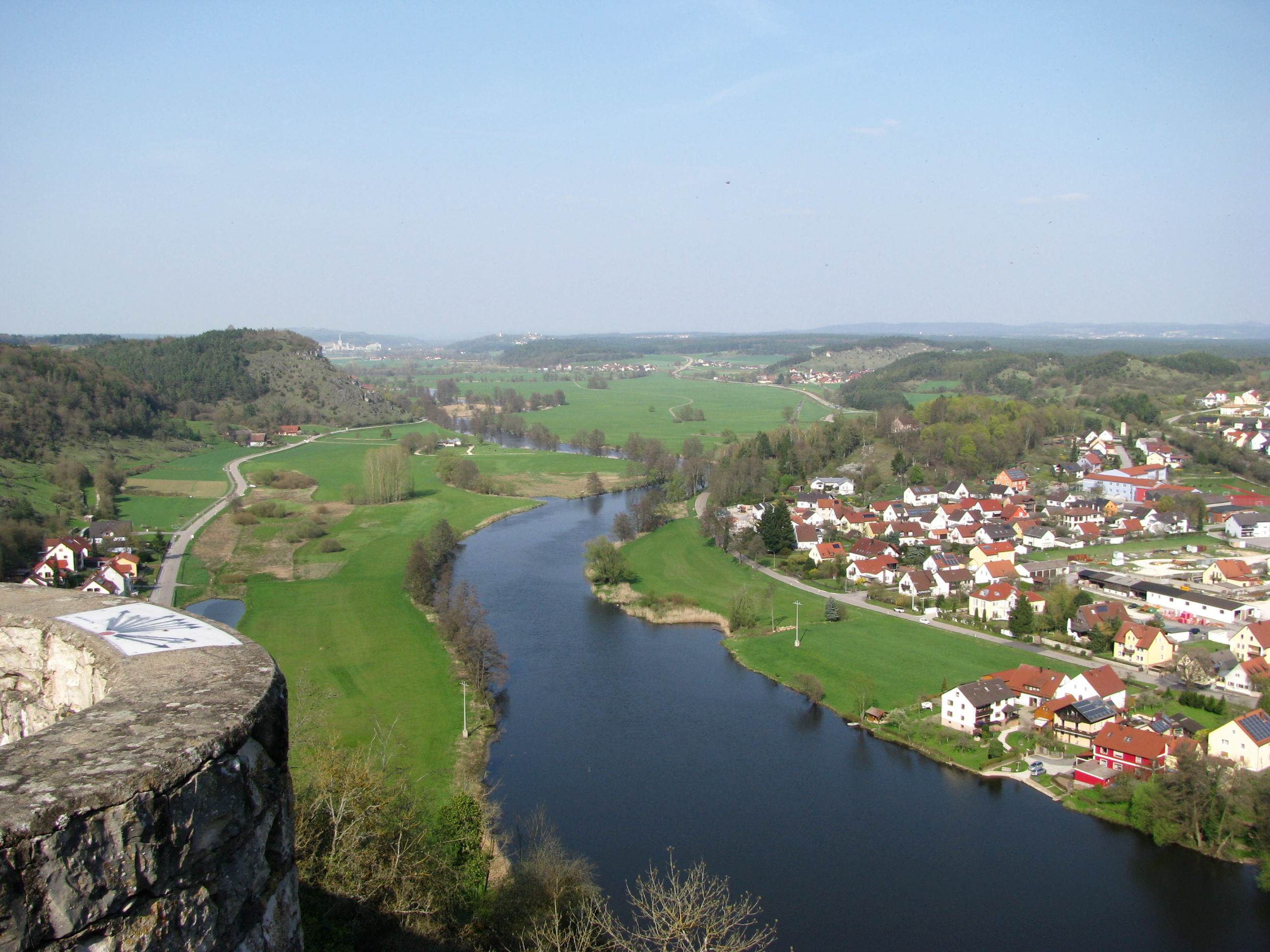
Naab bei Kallmünz
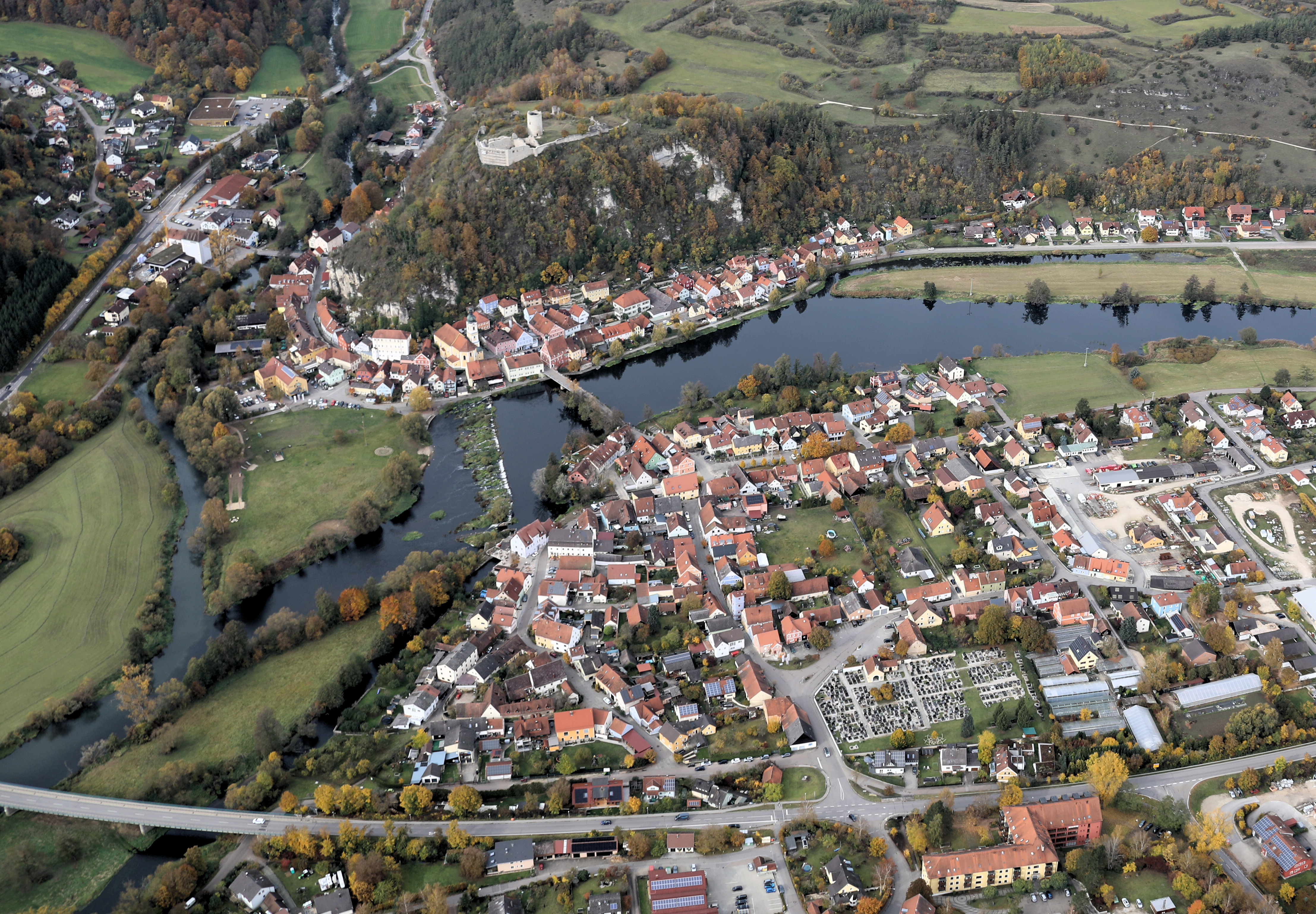
Vils mündet bei Kallmünz in die Naab (2023)
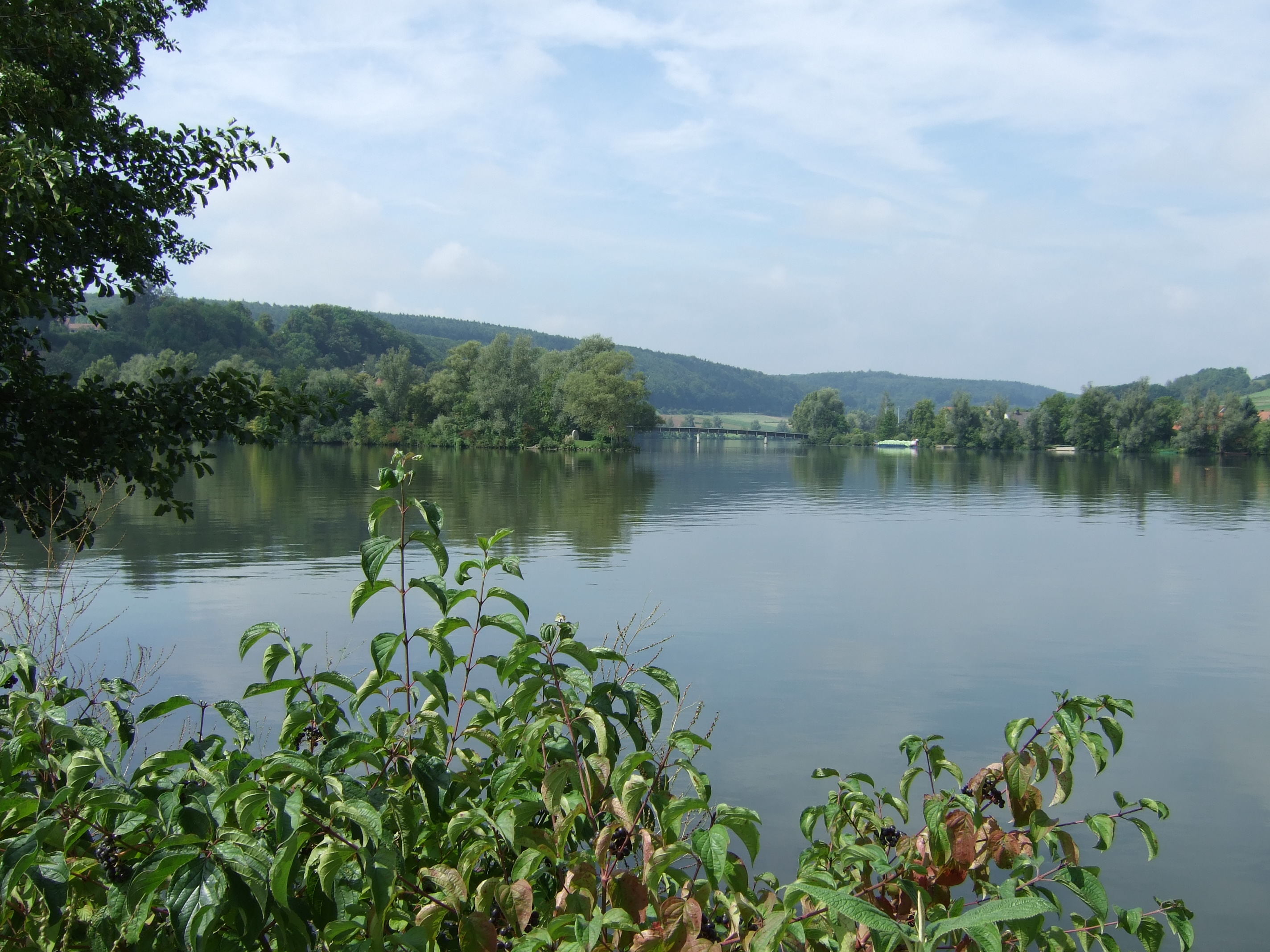
Mündung der Naab (hinten rechts) in die Donau (vorne links)
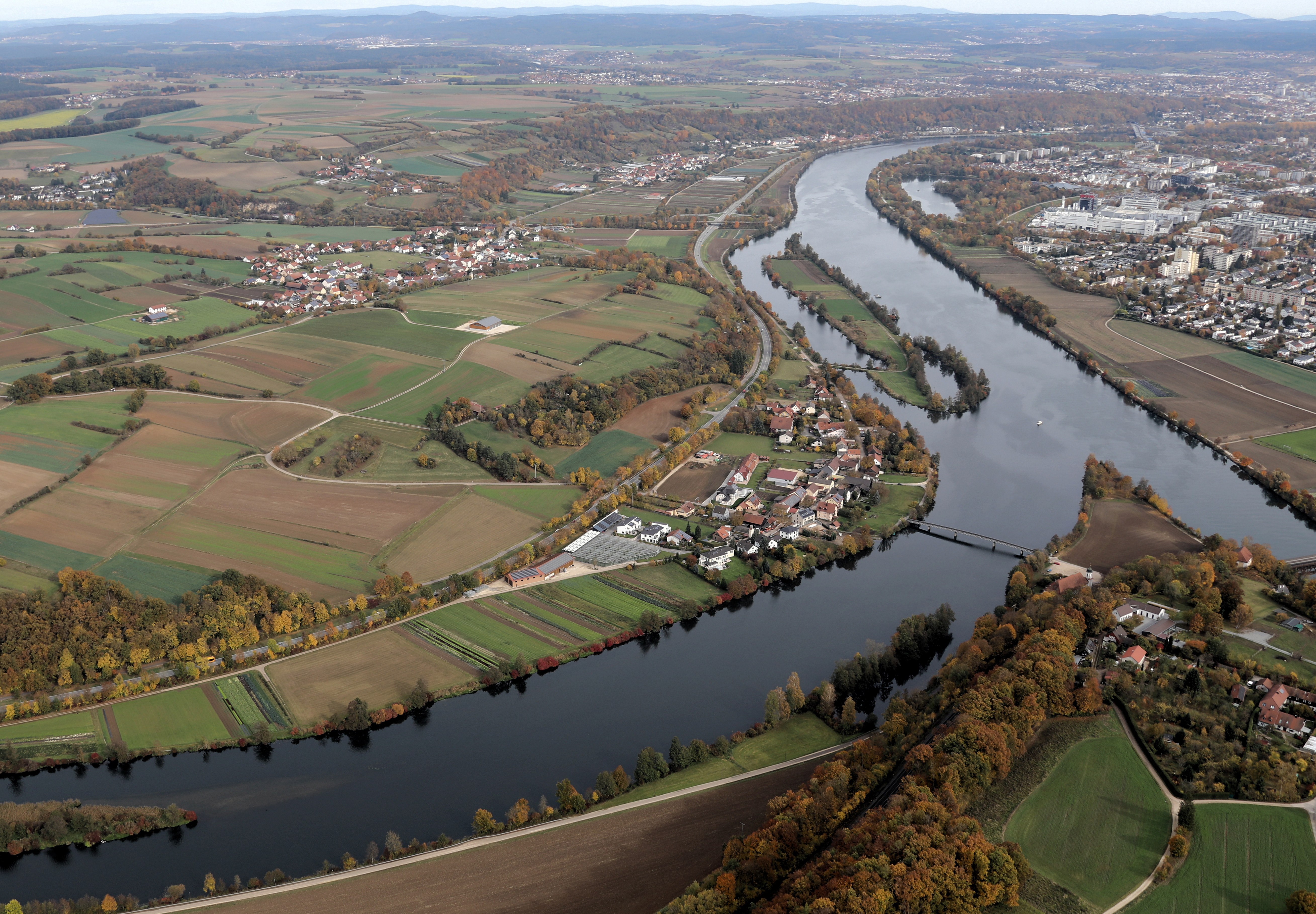
Naabmündung bei Mariaort (2023)
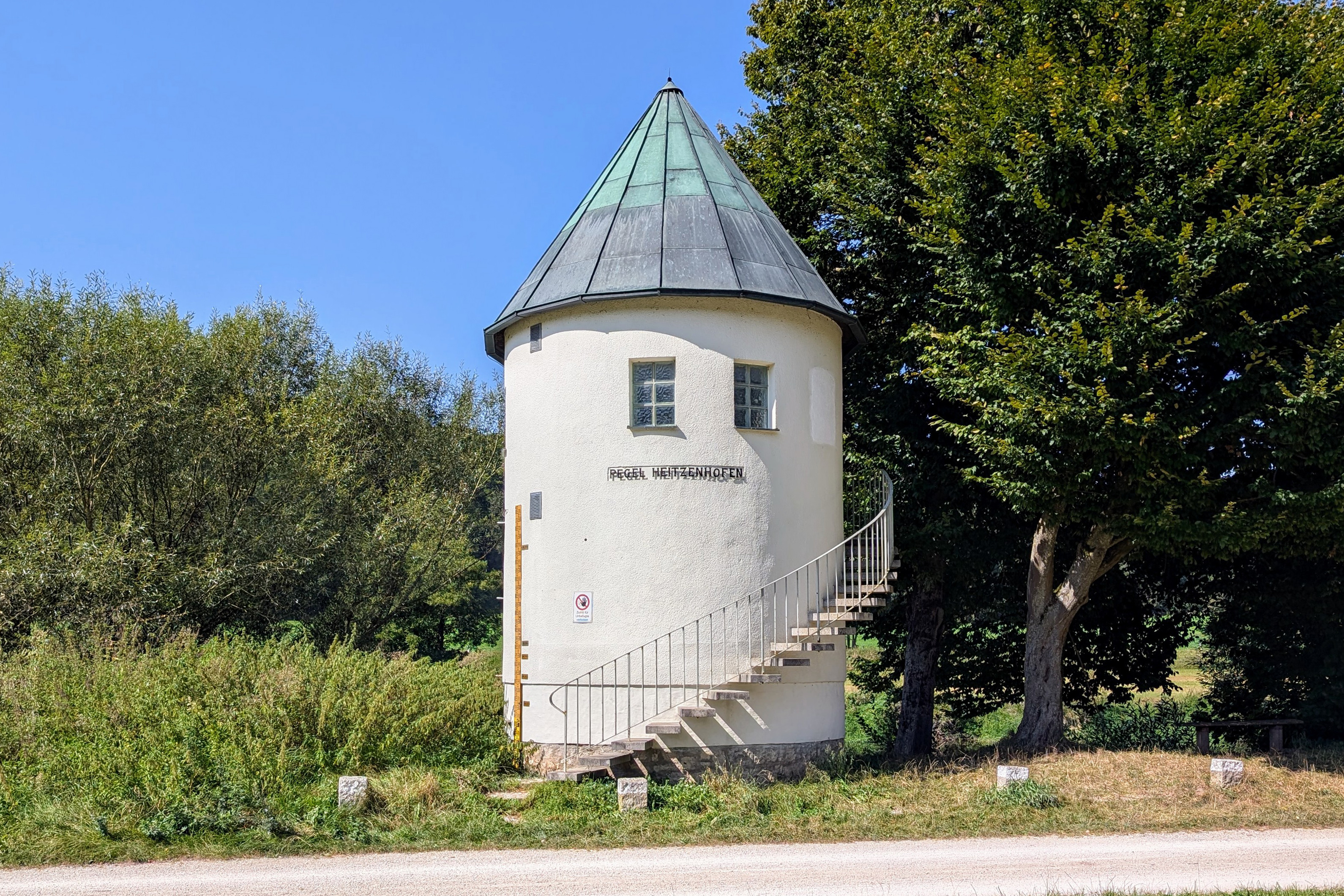
Messstelle des Naabpegels in Heitzenhofen (2024)

## Sonstiges
Der Fluss bzw. das Naabtal ist seit 1988 durch das Original Naabtal Duo und dessen Erfolgshit Patrona Bavariae bekannt geworden.

### Geographie
- Norbert E. Schmid: Die Naab. Hauptschlagader der Oberpfalz. In: Hubert Ettl, Harald Grill (Hrsg.): Oberpfalz. Lichtung-Verlag, Viechtach 1995, ISBN 3-929517-07-8, S. 11–19.
- Alfred Wolfsteiner: Die Naab, einer der vornehmsten Flüsse Deutschlands. Eine Literaturrecherche. In: Reinhold Melzer (Red.): Sommerspiele 2000 der Bayerischen Wasserwirtschaftsverwaltung in Amberg. Sportgemeinschaft des Wasserwirtschaftsamtes Amberg, Amberg 2000, S. 39–42.
- Josef Eimer: Wo Waldnaab und Haidenaab zur Naab werden. In: Die Arnika. Zeitschrift des Oberpfälzer Waldvereins, Jg. 36 (2004), S. 217–218.
- Dietmar Herrmann: Der Ochsenkopf im Fichtelgebirge (= Das Fichtelgebirge, Band 17). Fichtelgebirgsverein, Wunsiedel 2009.
- Werner Dechent: Die Naab – ihr südlicher Flusslauf und ihre Mündung im Zeitenwandel. In: Der fränkische Höhlenspiegel, Jg. 60 (2015), S. 32–40.
- Walter Hofmeister: Die Mündung der Naab in die Donau. Topographie, Archäologie, Geschichte. In: Die Oberpfalz. Monatsschrift für Geschichte, Schrifttum, Volks- und Heimatkunde, Jg. 110 (2022), Heft 2, S. 77–80.

### Geschichte, Schifffahrt und Fischerei
- Joseph Rappel, Willibald Keßel: Gestade- und Fronfischer an der Naab. In: Verhandlungen des Historischen Vereins für Oberpfalz und Regensburg, Jg. 104 (1964), S. 247–250.
- Alfred Wolfsteiner: „Fluderer-Manner mit da langa Stanga“. Flößerei und Trift auf Regen und Naab. In: Der Bayerwald. Zeitschrift des Bayerischen Waldvereins, Jg. 105 (2013), Heft 1, S. 28–36.
- Bernd Flessner: Die Kammerschleuse. Als die Naab schiffbar wurde. In: ders.: 111 Orte in der Oberpfalz, die man gesehen haben muss. Emons, Köln 2014, ISBN 978-3-95451-369-7, S. 78–79.
- Karin Steiff: Flussgeschichten um die Naab. Karin Steiff, Rothenburg ob der Tauber 2022, ISBN 978-3-944109-52-7.

### Bildbände
- Die Naab – Leben am Fluß im Wandel der Zeit. Fotos von Konrad Jäger und Günter Moser. Buch & Kunstverlag Oberpfalz, Amberg 1998, ISBN 3-924350-93-0.
- Franz X. Bogner: Die Naab – mit Waldnaab, Fichtelnaab, Haidenaab. Pustet, Regensburg 2004, ISBN 3-7917-1915-7.
- Franz X. Bogner: Die Naab aus der Luft – mit Waldnaab, Fichtelnaab, Haidenaab. Stiftung Schwarze Laber, Parsberg 2024, ISBN 978-3-9820261-2-1.